# Ludwig Sellmayr
Ludwig Sellmayr (* 1834 in München; † 6. Dezember 1901 oder 1904 ebenda) war ein deutscher Tier- und Landschaftsmaler.

## Leben

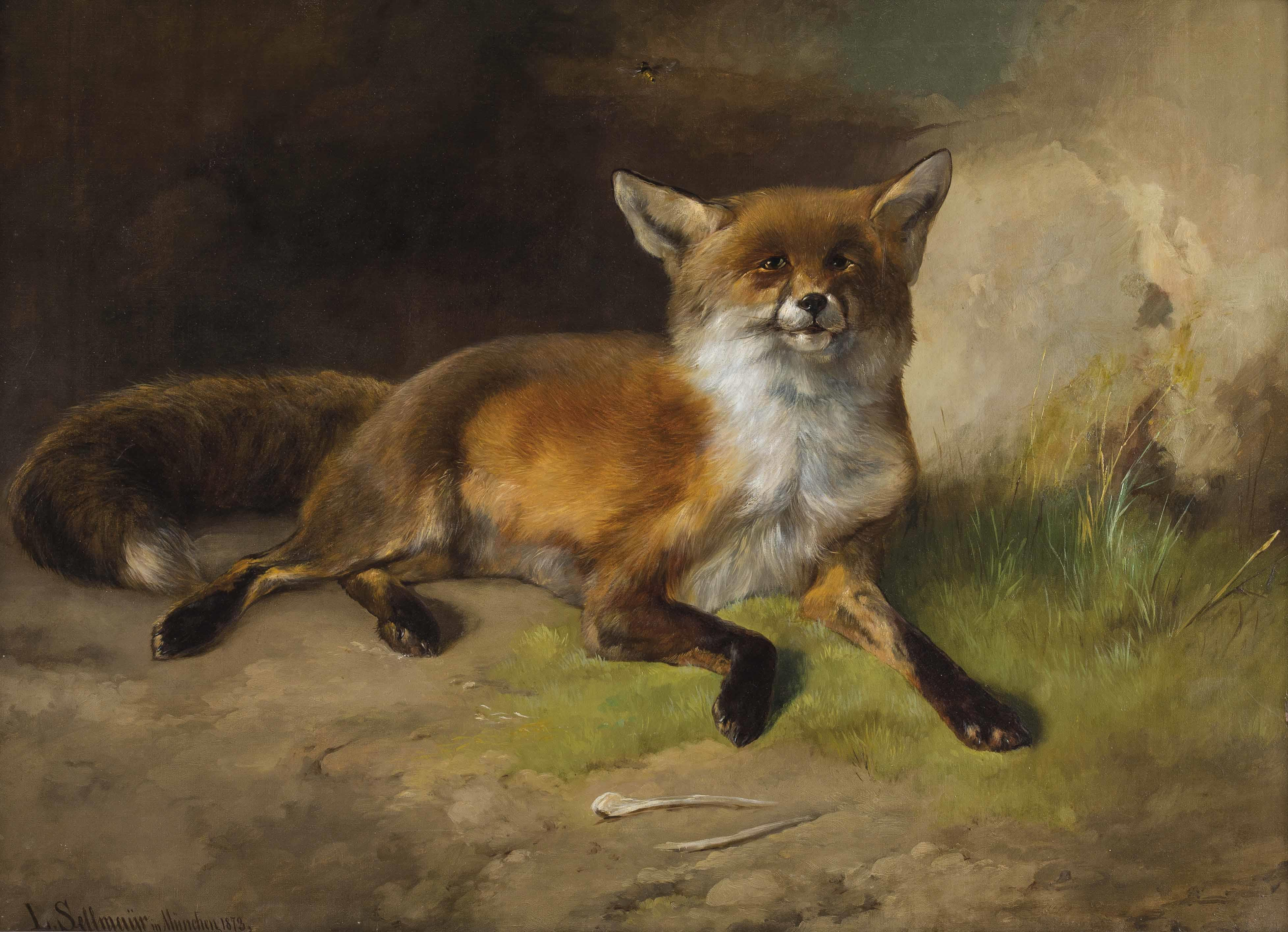
Fuchs und Wespe, 1873, Öl auf Leinwand, ca. 66 × 89 cm

Im Jahr 1855 besuchte Sellmayr die Königliche Akademie der Künste München, wurde jedoch bald wegen „mangelnden Talents“ entlassen. Doch Sellmayr ließ sich nicht entmutigen und wandte sich der Tier- und Landschaftsmalerei zu. Anfangs orientierte er sich an Anton Braith, später dann an Johann Friedrich Voltz, den er auch kopierte. Von ihm unterschied sich Sellmayr durch perspektivische Verzerrungen und strichelnden Farbauftrag. Sellmayr malte außerdem Stillleben.